# Un domingo cualquiera
Un domingo cualquiera (en inglés, Any Given Sunday) es una película de 1999 dirigida por Oliver Stone con la actuación de Al Pacino, Cameron Diaz, Dennis Quaid, Jamie Foxx, James Woods, Lawrence Taylor, Aaron Eckhart y LL Cool J.

## Argumento
Los Miami Sharks, un equipo de fútbol americano comandados por el entrenador Tony D'Amato (Al Pacino),  está en apuros con varias derrotas consecutivas, falta de público y héroes en el ocaso de sus carreras, particularmente su quarterback de cuarenta años, Jack "Cap" Rooney (Dennis Quaid), quien desesperadamente se aferra a lo poco que le queda como jugador profesional.
En el decimotercer juego de la temporada, sufre una lesión por lo que es sustituido por Tyler Cherubini, quién nada más entrar al campo se lastima el tobillo. D'Amato se ve obligado a poner el equipo en manos del joven tercer quarterback Willie Beamen (Jamie Foxx), quien apenas conoce el manual de jugadas. Beamen juega con gran nerviosismo, llegando incluso a vomitar en el campo. Pero cumple con una buena actuación a pesar de caer derrotados, una cuarta derrota consecutiva que demuestra que los métodos de D'Amato han quedado obsoletos.
Fuera del campo de juego, D'Amato tiene problemas con un fallido matrimonio y con sus hijos, y a menudo se encuentra en conflicto con Christina Pagniacci (Cameron Diaz), la joven presidente y copropietaria de los Sharks, que cuatro años atrás, ganaron dos campeonatos consecutivos, pero en el mundo del deporte profesional, esto es historia pasada. Ahora, ella intenta modernizar al equipo aunque eso implique deshacerse de sus héroes, incluyendo al entrenador.
Willie debe salvar la temporada del equipo clasificándolo a playoffs, lo cual logra, es un jugador con talento pero al que el éxito se le sube a la cabeza, lo cual molesta al entrenador. Willie, debido a sus experiencias en el fútbol colegial se siente usado por D'Amato y cree que cuando Cap vuelva, él retornará a su sitio en el banquillo para no salir nunca más. Esto desencadena diversos conflictos con sus compañeros que derivan en una humillante derrota en el último partido de la temporada regular.
Beamen recapacita, pero conforme a lo planeado Rooney se recupera y comandará al equipo en la primera ronda de los playoffs, dónde Miami visitará al poderoso equipo de Dallas. Cap logra una gran actuación hasta que cae lesionado de nuevo tras anotar un touchdown. Willie entonces tiene que volver al campo, y siguiendo el consejo de su entrenador intenta que el equipo crea en él para trabajar juntos y así, conseguir el triunfo.

## Reparto
- Al Pacino como Tony D'Amato
- Cameron Diaz como Christina Pagniacci
- Dennis Quaid como Jack "Cap" Rooney
- James Woods como Dr. Harvey Mandrake
- Jamie Foxx como Willie "Locomotora" Beamen
- LL Cool J como Julian "J-Man" Washington
- Lawrence Taylor como Luther "Shark" Lavay
- Jim Brown como Montezuma Monroe
- Aaron Eckhart como Nick Crozier
- Matthew Modine como Dr. Oliver "Ollie" Powers
- John C. McGinley como Jack Rose
- Lela Rochon como Vanessa Struthers
- Lauren Holly como Cindy Rooney
- Ann-Margret como Margaret Pagniacci
- Elizabeth Berkley como Mandy Murphy
- Charlton Heston como comisionado
- Clifton Davis como el alcalde Tyrone Smalls

El director Oliver Stone tiene un papel sin acreditar dentro de la película como narrador deportivo.

## Otros datos
- Oliver Stone escribió parte del guion de esta película en los años ochenta pensando en Charles Bronson como protagonista.
- La NFL se negó a colaborar con Oliver Stone por mostrar un punto de vista negativo sobre dicho deporte.
- En la versión europea de la película se han cortado doce minutos para proporcionar un ritmo más rápido y duro.
- En el principio de la película se escucha una frase de Vince Lombardi: "Creo firmemente que el mejor instante del hombre, la mayor satisfacción de todo lo que ha querido, es cuando ha entregado su corazón a una buena causa y yace exhausto en el campo de batalla, victorioso".
- El carácter en cierto modo motivador de la película la ha hecho una referencia para equipos deportivos de todo el mundo. Sobre todo el discurso de D'Amato antes del último partido, donde explica que una pulgada es la diferencia entre ganar y perder y hay que trabajar juntos como un equipo para conseguirla.